# تپلک‌های نمادین
تپلک‌های نمادین (نام علمی: Scytalopus) گونه‌ای از پرندگان گنجشک‌سان کوچک شاه‌مرغ‌سانیان است که به تیرهٔ تپلکان (Rhinocryptidae) وابستگی دارد. آنها در آمریکای جنوبی و مرکزی از تیرا دل فوئگو تا کاستاریکا یافت می‌شوند، اما در حوضه آمازون وجود ندارند. آنها در پوشش گیاهی متراکم در سطح زمین یا نزدیک آن زندگی می‌کنند و عمدتاً در مناطق کوهستانی، به ویژه رشته‌کوه آند، یافت می‌شوند. دیدن آنها می‌تواند بسیار دشوار باشد، زیرا مانند موش در میان بوته‌ها می‌دوند.

## رفتار
رژیم غذایی آنها عمدتاً از حشرات تشکیل شده است. اطلاعات کمی دربارهٔ عادات زادآوری اکثر گونه‌ها وجود دارد، اما تخم‌ها معمولاً سفید هستند و لانه معمولاً به شکل توپی است و از مواد گیاهی مانند الیاف ریشه و خزه ساخته می‌شود. لانه در حفره‌هایی در مکان‌هایی مانند پشته‌های خاکی یا در میان ریشه‌ها یا پوست درختان ساخته می‌شود.

## حفاظت
برخی از گونه‌ها پراکندگی بسیار کوچکی دارند و از آنجایی که پرواز ضعیفی دارند، به راحتی در جمعیت‌های کوچک منزوی می‌شوند. انجمن جهانی پرندگان در حال حاضر (۲۰۰۷) یک گونه را آسیب‌پذیر (Scytalopus panamensis) و سه گونه را در خطر انقراض (<i id="mwUA">S. iraiensis</i> ، S. rodriguezi و S. robbinsi) در نظر می‌گیرد.

## فهرست گونه‌ها
این سرده دارای ۴۹ گونه است. گونه‌های سینه‌سفید و باهیا در گذشته در این سرده قرار می‌گرفتند، اما اکنون مشخص شده است که این دو گونه به گونه‌های بریستلفران (سردهٔ Merulaxis) نزدیک‌تر هستند و بنابراین به Eleoscytalopus منتقل شده‌اند.